# Wilhelmine de Sagan
Wilhelmine de Sagan (née le 8 février 1781 à Jelgava, morte le 29 novembre 1839 à Vienne) est, de 1800 à 1839, duchesse de Sagan et Herrschaft de Náchod. Grâce à son salon et sa liaison avec Klemens Wenzel von Metternich, elle joua un rôle politique important dans la diplomatie européenne.

## Biographie
La princesse Katharina Friederike Wilhelmine Benigna von Courlande est la fille de Pierre von Biron, duc de Courlande et de Sémigalie, et de Dorothée von Medem. Sa préceptrice est Antonie Forster, une sœur du naturaliste Georg Forster. Par ailleurs, sa tante Elisa von der Recke exerce sur elle une certaine influence. Comme elle n'a pas de frère, son père fait d'elle son héritière à l'âge de quinze ans.
Après la mort de son père en 1800, Wilhelmine hérite du duché de Sagan en Silésie, et est investie par roi Frédéric-Guillaume III de Prusse, ainsi que du domaine de Náchod en Bohème. Au château de Náchod (cs), Frédéric-Guillaume de Brunswick-Wolfenbüttel rassemble en 1809 un corps franc auquel on donnera le nom de Schwarze Schar, la « Légion Noire ». Ce corps est sous la protection de l'Autriche pour se battre contre la France.
Entre 1810 et 1812, elle fait bâtir près de Náchod le château de Ratiborice (cs) dans un style Empire. Une réunion préalable à la grande alliance contre Napoléon Bonaparte y a lieu en juin 1813. Durant le congrès de Vienne, elle vit à côté de sa concurrente, la duchesse russe Catharine Bagration (ru), au Palais Palm (de), où elle tient un salon politique influent. En reconnaissance de ses contributions à la « libération de la Prusse du joug français », le roi Frédéric-Guillaume III lui attribue après la guerre la croix de l'ordre de Louise.
Wilhelmine de Sagan mène une vie agitée et turbulente entre Vienne, Prague, Náchod, Ratiborice, Löbichau et Sagan. Elle épouse, en 1800, Jules Armand Louis de Rohan-Guéméné (1768-1836), fils du prince de Guéméné, puis le prince Vassili Troubetskoï, et, en 1819, le comte Carl Rudolf von der Schulenburg. D'une liaison avec le baron suédois Gustaf Mauritz Armfelt, elle a deux filles, Gustava Charlotta Wilhelmina (Mina) Armfelt (1798-1863) et Adélaïde Gustava Aspasia (Vava) Armfelt (1801-1881). Mina fut officiellement déclarée fille de son cousin Fredrik Armfelt. Vava fut adoptée dans la famille d'Armfelt en 1812.
Elle parvient à associer en une coalition ses connaissances dans les nombreux petits États d'Europe centrale et des personnalités importantes de l'Angleterre, la France, la Prusse et la Russie, avec qui elle entretient des liens privilégiés. De même, elle joue de sa relation avec le chancelier autrichien Klemens Wenzel de Metternich qu'elle connaît depuis qu'il était ambassadeur à l'Électorat de Saxe. Elle fait de nombreux voyages en Italie, en Angleterre et en France. En 1827, elle va à Rome avec sa sœur cadette Dorothée, duchesse de Dino, divorcée de Edmond de Talleyrand-Périgord, un neveu du ministre français, se convertir à la religion catholique.
L'écrivaine tchèque Božena Němcová (peut-être sa nièce) fait d'elle une héroïne de son roman Babička. Wilhelmine meurt en 1839 à Vienne. Son tombeau se trouve dans l'église Sainte-Croix à Żagań. Son héritière est sa sœur Pauline von Hohenzollern-Hechingen. Pauline vend plus tard le château et le domaine de Náchod à Octavio von Lippe-Biesterfeld et le château de Sagan à sa sœur Dorothée, alors duchesse de Sagan.

## Source, notes et références
1. ↑  « Les femmes "diplomates" en Europe de 1815 à nos jours », sur Écrire une histoire nouvelle de l'Europe (consulté le 28 août 2023).

- (de) Cet article est partiellement ou en totalité issu de l’article de Wikipédia en allemand intitulé « Wilhelmine von Sagan » (voir la liste des auteurs).
- Clemens Brühl: Die Sagan. Berlin 1941.
- Dorothy Gies McGuigan: Wilhelmine von Sagan. Wien·München 1994.
- Maria Ulrichová (Hg.): Clemens-Metternich – Wilhelmine von Sagan. Ein Briefwechsel 1813–1815. Graz·Köln, 1966.
- Günter Erbe (de): Wilhelmine von Sagan (1781−1839). In: Joachim Bahlcke (Hrsg.): Schlesische Lebensbilder, Band 9. Insingen 2007,  (ISBN 978-3-7686-3506-6), S. 229–239.
- Helena Sobková: Kateřina Zaháňská. Praha 1995.